# تیراندازی در المپیک تابستانی ۲۰۰۸
تیراندازی در بازی‌های المپیک تابستانی ۲۰۰۸ نام رویداد ورزش تیراندازی در بازی‌های المپیک تابستانی بود که در سال ۲۰۰۸ برگزار شد. این مسابقات از ۹ تا ۱۷ اوت در پکن برگزار شد.

## جدول مدال‌ها
| رتبه  | کشور                      | طلا | نقره | برنز | مجموع |
| ۱     | چین (CHN)                 | ۵   | ۲    | ۱    | ۸     |
| ۲     | ایالات متحده آمریکا (USA) | ۲   | ۲    | ۲    | ۶     |
| ۳     | جمهوری چک (CZE)           | ۲   | ۱    | ۰    | ۳     |
| ۳     | اوکراین (UKR)             | ۲   | ۱    | ۰    | ۳     |
| ۵     | ایتالیا (ITA)             | ۱   | ۲    | ۰    | ۳     |
| ۶     | کره جنوبی (KOR)           | ۱   | ۱    | ۰    | ۲     |
| ۷     | فنلاند (FIN)              | ۱   | ۰    | ۱    | ۲     |
| ۸     | هند (IND)                 | ۱   | ۰    | ۰    | ۱     |
| ۹     | روسیه (RUS)               | ۰   | ۲    | ۲    | ۴     |
| ۱۰    | آلمان (GER)               | ۰   | ۱    | ۳    | ۴     |
| ۱۱    | مغولستان (MGL)            | ۰   | ۱    | ۰    | ۱     |
| ۱۱    | نروژ (NOR)                | ۰   | ۱    | ۰    | ۱     |
| ۱۱    | اسلواکی (SVK)             | ۰   | ۱    | ۰    | ۱     |
| ۱۴    | استرالیا (AUS)            | ۰   | ۰    | ۱    | ۱     |
| ۱۴    | کرواسی (CRO)              | ۰   | ۰    | ۱    | ۱     |
| ۱۴    | کوبا (CUB)                | ۰   | ۰    | ۱    | ۱     |
| ۱۴    | فرانسه (FRA)              | ۰   | ۰    | ۱    | ۱     |
| ۱۴    | گرجستان (GEO)             | ۰   | ۰    | ۱    | ۱     |
| ۱۴    | اسلوونی (SLO)             | ۰   | ۰    | ۱    | ۱     |
| مجموع | مجموع                     | ۱۵  | ۱۵   | ۱۵   | ۴۵    |